# Vlag van Kiel-Windeweer

Dorpsvlag van Kiel-Windeweer
(sinds 2004)

De vlag van Kiel-Windeweer werd in maart 2004 door het Nederlandse dorp Kiel-Windeweer in gebruik genomen tijdens het dorpsfeest. De vlag bestaat uit een groene achtergrond met drie steeds wijder wordende banen van geel-blauw-geel van rechtsboven naar linksonder. Het ontwerp was van Joachim Koops.
Groen staat voor de weilanden rondom het dorp. Geel verwijst het maïs en de zanderige weggetjes van vroegere tijden die het dorp domineerden. Blauw baan symboliseert het Kieldiep, een kanaal dat zich tussen twee zandwegen (de gele banen) bevindt. De drie banen staat ook voor de drie delen van het dorp bevat: Kiel-Windeweer, Nieuwe Compagnie en Lula. Het perspectief van de paden en het punt waarop ze eindigen, kunnen de indruk wekken dat het dorp een eindeloze lengte lijkt te hebben.
Bierum
· Boerakker-Lucaswolde
· Bourtange
· De Wilp
· Drieborg
· Eenum
· Farmsum
· Garrelsweer
· Hellum
· Jonkersvaart
· Kiel-Windeweer
· Leens
· Leermens
· Losdorp
· Marum
· Middelstum
· Noordlaren
· Nuis-Niebert
· Oldekerk, Faan en Niekerk
· Onstwedde
· Schildwolde
· Spijk
· Stedum
· Wehe-den Hoorn
· 't Zandt
· Zevenhuizen
· Zijldijk